# Pseudicius rudakii
Pseudicius rudakii är en spindelart som beskrevs av Prószynski 1992. Pseudicius rudakii ingår i släktet Pseudicius och familjen hoppspindlar. Inga underarter finns listade i Catalogue of Life.